# Heiko & Maiko
Heiko & Maiko ist ein deutsches Musikprojekt aus Dresden, das aus den Musikproduzenten und DJs Heiko Maier von Schriesheim und Maik Karthäuser besteht und durch den Song Glücklich bekannt geworden ist.

## Karriere
Heiko & Maiko arbeiten seit 1996 als DJ-Team zusammen. Im Jahr 1998 begannen beide ihre Karriere als Radiomoderatoren und -DJs bei dem mitteldeutschen Radiosender MDR Sputnik, bei dem sie ihre eigene Sendung Der Club moderierten. Zum Sendestart des Radiosenders MDR Jump am 1. Januar 2000 wechselten Heiko & Maiko zu diesem und moderierten fortan die Sendungen Flirt am Freitag und Jump auf Tour mit Europcar. Für letztere wurden sie im Mai 2003 in der Kategorie Beste Radioshow mit dem German DJ Award 2003 ausgezeichnet. Nachdem bereits einige Single-CDs veröffentlicht wurden, die jedoch nicht in die deutschen Singlecharts eingestiegen sind, erfolgte 2005 die Veröffentlichung des Songs Glücklich, der bis auf Platz 55 steigen konnte. Auch die Nachfolgesingle Sonnenschein erreichte mit Platz 76 die Media Control Charts.

## Diskografie
Alben
- 2009: Mut zum Ton

Singles
- 2003: Dadada
- 2003: Tanzen
- 2004: Morseton
- 2005: Glücklich
- 2005: Sonnenschein
- 2006: Techno Rock
- 2007: Morseton 2.0
- 2008: Gebongt
- 2009: Not Too Late
- 2009: Goldener Reiter
- 2020: Sonnendeck
- 2023: Ich will Techno (mit 909 Nation)
- 2024: Neon Lights

Remixe
- 2005: Sunloverz – Shine on (Heiko & Maiko´s Gute Laune Remix)
- 2006: Monte e Fago – Esta Loca (Heiko & Maiko´s Gute Nacht Mix)
- 2007: Hardrox – Feel the Hard Rock (Heiko & Maiko Mix)

## Auszeichnungen
- 2003: DJ Award 2003 Beste Radioshow[4]